# Parque Cascavel
O Parque Natural Municipal Cascavel é um parque urbano da cidade de Goiânia, Brasil. Está localizado na divisa entre os bairros Parque Amazônia, Vila Rosa e Jardim Atlântico, na região sul da capital goiana.
Com uma área aproximada de 230.150,97 metros quadrados, o local possui um grande lago, um bosque e ambientes para a pratica de esportes e lazer, como uma extensa pista de cooper de aproximadamente 3,5 km com pavimento permeável, estações de ginástica, mirante, playground e quiosques de lanche, entre outras atrativos.

## História
Inaugurado em 18 de maio de 1999 com o nome de "Parque Ecológico Atlântico", tem o objetivo de preservar a mata e o fundo do vale do Córrego Cascavel, que é uma unidade de conservação de mais de 385 mil m²; uma das maiores áreas verdes urbanas da cidade.
Em maio de 2009, o local foi renomeado para "Parque Natural Municipal Cascavel", equalizando o nome do parque com o o curso dágua (Cascavel) que corta o fundo do vale.